# 안재홍
안재홍(安在鴻, 1878년 5월 13일 ~ 1951년 10월 18일)은 한국의 독립운동가, 통일운동가, 정치가이며 언론인, 역사가, 언어학자이다. 대한민국 정부 수립 전 건국준비위원회 부 위원장과 남조선과도정부의 민정장관이자 정부 수반이었다.
일제강점기에 시대일보 이사, 조선일보 사장, 신간회 활동 주역이었으며, 조선어학회, 흥업구락부 등에서도 활동했다. 일제강점기 내내 사회단체와 독립운동, 칼럼 기고 활동 외에도 사학자로서 고적지 답사, 어문 연구 등의 활동을 하기도 했다. 수필가로서는 고원의 밤 등의 수필, 기행문을 남겼다.
1919년 3.1 만세 운동에 참여하였고 이어 대한청년외교단을 조직해 상하이 임시정부와 연락하다가 체포되어 3년간 투옥당했다. 1923년 시대일보 이사 겸 논설위원, 조선일보 사장 겸 주필 등으로 활동하였으며, 조만식, 송진우, 이규완 등과 함께 물산장려회에도 참여하였다. 1925년에는 신간회의 회원으로 가입하여 활동하다가 8개월간 복역하였다. 1936년 다시 임정과 연락을 취하다가 적발되어 2년간 투옥당했고, 1942년에는 조선어학회 사건으로 1년간 투옥되었다.
해방정국에서 건국준비위원회 부위원장과 한성일보사 사장 등을 맡았으며, 1946년에는 우사 김규식, 여운형 등과 함께 좌우합작운동 활동 등을 전개하였다. 1946년 8월 미군정청의 남조선과도입법의원 의원으로 당선되었고 1947년 2월 5일에는 남조선과도정부의 정부수반 겸 민정장관으로 임명되어 1948년 8월 15일까지 근무했다. 남북협상에는 소극적이었으나 남북협상 실패 후 대한민국 정부 수립을 인정, 대한민국 국기시정위원회 위원 등으로 참여했다. 1950년 5월의 제2대 국회의원 총선거에 출마하여 당선되어 국회의원으로 활동했으나, 6월 25일 한국전쟁 때 조선인민군에 의해 조선민주주의인민공화국으로 납북되었다. 아호는 민세(民世), 우헌(又軒)이고, 자는 경륙(景陸), 재홍(在鴻)이다. 경기도 수원군(지금의 평택시) 출신.
해방 후에는 중도우파의 지도급 정치가로서 기존의 지배계급 위주의 이론을 부정하고, 자신이 정립한 신민족주의론과 신민주주의론에 입각하여 우파를 중심으로 좌파까지 망라하자는 이른바 민공협동론을 주창하였다. 그러나 미소간 냉전체제가 고착되어가는 국제정세 하에서 중도파들의 민공협동론은 실현가능성이 희박한 편이었다. 이에 안재홍은 이승만과 유엔과 미국이 제안, 지지하는 남한 단정수립론을 적극 수용함으로써 이상주의자에서 현실주의자로 변신하였다는 평이 있다.

## 생애

### 초기

#### 출생과 가계
경기도 수원군 종덕면 종덕리 계루지리부락에서 지주 출신인 순흥 안씨 안윤섭(安允燮)과 어머니 남양 홍씨 사이에 8남매 중 둘째 아들로 태어났다. 고려말의 성리학자 안향의 24대손이자, 정당문학, 예문관대제학을 지낸 안원숭(安元崇)의 21대손이었다. 
그의 집안은 지주 집안이었고 아버지 안윤섭은 대한제국 때인 1902년 혜민원 주사를 역임하였지만 스스로 사직서를 내고 평택으로 내려왔다. 하급 관료를 지냈던 아버지 안윤섭의 대에 부호가 되어 계루지부락의 지주로 성장했다. 집안의 재산은 형 안재봉과 조카 안우용에게로 상속되었다. 어린시절 안재홍은 근왕의식이 강한 할아버지 안상규와 아버지 안윤섭의 영향을 받아 역사의식이 강했다고 한다. 15세 때 수원의 부호가였던 이규복(李圭復)의 무남독녀인 경주이씨 이정순을 아내로 맞았다.
17세 때 진위의 사립 진흥의숙에 입학했고, 이어 수원의 기독교계 학교로 진학한 후 서울 경성기독청년회(YMCA) 중학부에 입학한다. 기독교청년회 중학부에 다니며 이상재, 남궁억, 윤치호 등에게서 많은 영향을 받는다. 1910년 8월 여름방학으로 진위에 내려와 있다가 경술국치 소식을 접하게 되었다.

#### 유년기

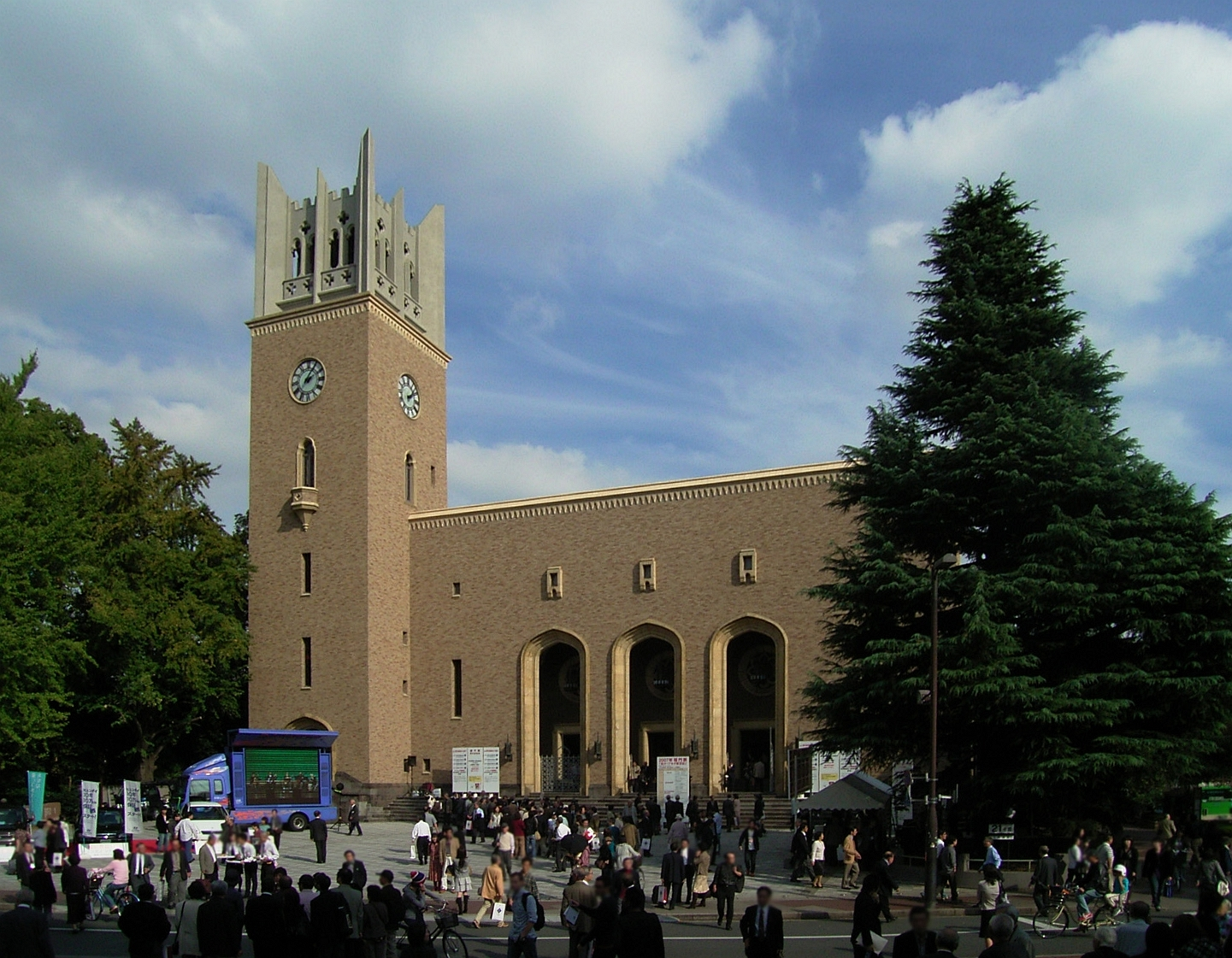
모교 와세다 대학교

이승만 등의 영향과 월남 이상재의 권유로 안재홍은 유학을 결심, 경성기독청년회(YMCA) 중학부 졸업 이후 일본으로 유학하여 1909년 9월 도쿄청년학원에 들어가 고등학교 과정을 이수하고 1910년 9월에 수료하였다. 1911년 9월 일본 와세다 대학 정치경제학부 경제과에 입학, 재학 중에는 학과목 공부 외에 취미로 책벌레라는 별명이 붙을 만큼 밤을 새워가며 독서를 하였다. 많은 독서를 하며 그는 역사학, 정치학, 경제학, 인류학, 문학 등 다양한 분야의 학술 지식을 폭넓게 습득하였다. 일본에서 그는 후배인 여운홍, 윤치영 등을 다시 재회했고, 신익희, 송진우, 조소앙 등 한국인 유학생들과도 만나 교분을 쌓았다. 그 외에 '한인유학생학우회'를 결성, 조만식, 송진우, 장덕수, 이광수 등과 교류하면서 독립운동에 가담하였다. 그 뒤 와세다 대학 경제과를 졸업하였다. 이후 그는 호를 '민세'(民世)라 지었다.
일본에 유학중이던 1912년 도쿄에서 안재홍은 황성기독교청년회의 야구팀을 거느리고 일본을 방문한 여운형을 처음 만나 사귀기 시작하였다. 여운형의 준수한 외모와 달변에 안재홍은 깊이 빠져들게 된다.
이후 양인은 "서로 깊은 인식을 나눌" 정도로 친밀한 관계를 유지하였다. 1913년 상하이에서 신규식이 조직한 동제사에 가입했지만 실질적인 활동은 1916년부터 시작하였다. 1914년 6월 와세다 대학 정경학부 정치경제과를 졸업하였다.

### 청소년기

#### 교육계몽운동
귀국과 동시에 교육계에 투신, 1915년 4월 중앙고등보통학교에 학감으로 재직하고 있었고, 1916년 중국으로 건너가 상하이(上海)로 건너가, 신규식 등의 동제사(同濟社)에 가입하여, 신규식, 신채호(申采浩) 등과 함께 활약하였다. 이후 그는 신채호를 존경하였다 한다. 그 후 귀국하여 1917년 초, 학생들에게 불온한 사상을 심어주려 한다는 이유로 일제 총독부 당국의 압력을 받고 중앙고등보통학교 학감직을 사퇴하였다. 안재홍은 이 무렵 대종교에 귀의하기도 한다.
1916년 12월 26일 윤치호의 천거로 경성 조선중앙기독교청년회(중앙 YMCA)의 직원으로 채용되었다. 1917년 1월 조선중앙기독교청년회 교육부 간사가 되었으나 그해 5월 사직하였다.
한편 재산을 모으는데 관심이 없었던 그는 오히려 아홉 번의 투옥으로 작은 재산도 대부분 잃고 가난하게 생활하였다. 그러나 그는 어문연구나 고적지 답사, 문헌에 나온 지명 찾는 일을 포기하지 않았다. 그의 동생 안재학도 조선총독부를 위해서는 일할 수 없다며 경성제국대학 교수직과 연희전문학교 교수직 제의를 거부하고 평택 고덕면으로 낙향하여 은둔하였다.
생활고를 겪던 그는 윤치호에게 돈을 빌렸으나 갚지 않았다. 윤치호는 1917년 2월 1일 목요일 일기에 안재홍이 자신에게 빌린 돈을 갚겠다는 약속을 어겼다고 기록했다. 후에 1926년 조선일보 운영과 빚을 청산할 목적으로 윤치호에게 5천 원을 빌려줄 것을 요청했으나 윤치호는 자신의 조선기독교창문사(朝鮮基督敎彰文社) 관련 빚 1만원과 빚으로 인한 소송을 이유로 거절했다. 1926년 8월 17일 화요일의 일기에 기록해두었다. 윤치호는 빚을 갚을 방법을 연구하지 않고, 신축 건물을 짓는데 돈을 빌리느냐며 그의 요구를 거절했다.

#### 3·1 운동과 투옥
1919년 3·1 만세 운동이 일어나자, 그는 군평택에서 학생들의 만세 운동을 지도하기도 하였다. 그해 5월 비밀조직인 대한민국 청년외교단을 조직, 대한민국 청년외교단 총무로 활약하며 대한민국임시정부와 연락하다가 총독부에 의해 검거되어 11월 경상북도 경무부에 의해 대구로 압송되었다. 대구 경무부에서 혹독한 고문을 당한 안재홍은 신음소리조차 내지 않아 고문관마저 혀를 차며 놀라워했다고 한다. 그러나 등뼈에 심한 타박상을 입은 그는 그 뒤 후유증으로 허리를 제대로 쓰지 못하게 된다. 바로 재판을 받았고, 1920년 12월 대구지법 최종 재판에서 제령 위반혐의로 징역 3년 형을 선고받고 대구형무소에서 복역했다.
1922년 출옥하였다. 출소 이후 1923년 최남선 등과 '시대일보'(時代日報)의 창간에 참여하였다. 1924년 3월 '시대일보' 논설기자로 언론에 첫발을 디딘 후 이사와 논설위원을 지냈다. 같은 해 9월에 '조선일보'로 자리를 옮겨 주필 겸 이사가 되었고, 1926년 9월부터는 주필 겸 발행인이 되었다. 1930년 1월부터 조선상고사를 시작으로 신채호의 저작을 조선일보에 연재하여 국내에 소개하기도 했다. 이후 일본제품의 국내유입을 보고 조만식·김성수·송진우, 이규완 등과 물산장려운동을 추진, 물산장려회(物産奬勵會) 이사에 선출되었으며 국산품 장려운동을 주관하였다.

### 일제 강점기 활동

#### 독립운동

##### 신간회 활동

1927년 2월 14일, 신간회 창립 모습.

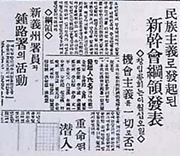
1927년 2월, 신간회 창립을 보도하는 동아일보 기사.

1920년대 중반 무렵에 자치운동론, 민족적 경륜 등 민족개량주의가 대두되었을 때 민족주의자들 내부에 타협적 민족주의자와 비타협적 민족주의자로 나뉘게 되었다. 안재홍은 절대독립론을 주창하는 비타협적 민족주의자였는데, 이 무렵 민족유일당 운동 등이 전개되어 사회주의 세력이 비타협적 민족주의자들과의 협력을 요청하면서, 이들과 힘을 합쳐 1927년에 허헌, 김병로, 허정숙, 조병옥 등과 신간회를 결성하는 데 참여하고, 바로 신간회 본부 총무간사로 선출되었다.
이와 동시에 1927년 《현대평론》이 창간되자, 그 창간호에 이관용(李冠鎔)·김준연·이순탁(李順鐸)·백남운(白南雲)·홍명희·이긍종 등과 함께 참여하였다. 이 무렵에 신간회 총무간사 등 여러 간부직을 지내면서 본격적인 항일운동을 벌여 나갔는데, 총독부에 의해 2차례에 걸쳐 체포되어 옥고를 치른다.
그 뒤 신간회가 일제의 압력과 이런저런 사정으로 해체 위기에 처하자, 그는 신간회의 해소를 극구 반대하였다.

##### 독립운동과 계몽 활동

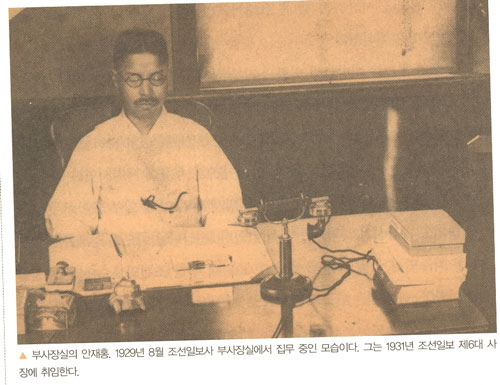
1929년, 조선일보 부사장 시절.

1928년 1월 필화사건과 관련하여 구속되어 옥고를 치렀다. 같은 해 5월 논설 〈제남 사건의 벽상관〉의 내용이 문제가 되어 옥고를 치르며 이때 《조선일보》 역시 무기 정간처분을 받는다. 뒤에 조선일보가 무기정간에서 풀리면서 조선일보로 복귀, 1929년 1월 조선일보 부사장을 거쳐 1931년 5월 사장이 되었다. 
1932년 조선일보의 경영난으로 빚을 지게 되었다. 안재홍은 윤치호에게 5천원을 빌리려 했으나 거절당했다. 1932년 1월 31일 일요일 조선일보의 만주지역 조선인 난민 구호기금 5천원 관련 문제가 발생하자, 신흥우가 윤치호를 찾아가 안재홍의 빚 5천원을 대신 갚아줄 수 없느냐며 도움을 요청하기도 했다. 신흥우에 의하면 조선일보 편집장인 안재홍이 돈 5천원을 조선총독부 관련 부서에 제출하지 못하면 그는 공금횡령죄로 구속될 수 있다며 윤치호에게 도움을 요청했다. 그러나 윤치호는 신흥우의 도움 요청을 거절했다. 
1932년 안재홍은 자신이 사장직을 맡고 있는 조선일보사의 사장의 후임으로 여운형을 추천하였다. 그리하여 여운형의 응낙을 받았으나, 여운형은 홍증식 등 좌익 인사들의 권유 때문에 부득이 이를 철회한 일도 있었다.
1932년 2월 이른바 재만주동포구호의연금 유용사건에 연루되어 영업국장 이승복(李昇福)과 함께 횡령죄를 이유로 구속, 서대문형무소에 투옥되었다. 4월 22일 조선일보 사장직을 사퇴, 이사회에서 수리되었다.
그해 7월 19일 경성지방법원의 공판에 이승복과 함께 횡령죄를 이유로 회부, 7월 20일 보석이 허가되어 서대문형무소를 출소하였다. 1932년 12월 1일 경성지방법원의 최종 심리에서 징역 8개월에, 동산 자산 60일간 동결 형을 선고받았다. 출소 후, 1935년 5월부터 〈조선일보〉의 객원으로 〈민세필담 民世筆談〉을 집필했다.
그러던 중 1936년 6월 중국 난징(南京)군관학교에 두 청년의 밀파 입학을 알선한 사건에 연루된 혐의로 또다시 체포되었다. 이때 임시정부와의 내통이 발각되어 징역 2년 형을 선고받았으며, 1938년 풀려났다. 1936년부터 다산 정약용의 외4대손 김성진의 부탁으로 《여유당전서》를 위당 정인보와 함께 한글로 번역하던 안재홍은 서대문형무소에서도 여유당전서의 일부를 한글로 해석, 번역하는 작업을 했다. 그러나 1938년 첫 부인 이정순이 폐렴으로 세상을 떠났다. 묘소는 평택 고덕면 두릉리에 안장하였다. 1938년 5월 그는 다시 흥업구락부 사건(興業)으로 연루되어 구금되기도 했다. 그는 1919년 이후 20여 년 동안 무려 9번에 걸쳐서 일제 총독부에 의해 체포되어 7년 8개월간의 옥고를 치러야 했다. 장남 안정용의 결혼식 때는 흥업구락부 사건으로 서대문경찰서에 수감중이라 참석할 수 없었다.
그는 일제강점기 시대 동안 1920~30년대에 민족교육계몽의식과 독립정신을 고취시키는 데 기여했으며, 1940년대에는 신민족주의 사학을 주장하는 역사관을 확립하여 타민족에 대한 자주적인 입장을 견지하려는 민족사관을 주장했다. 그는 자신의 가정 살림에는 무관심하였다. 안재홍의 며느리인 김순경은 후일 인터뷰를 통해, 안재홍이 도통 살림은 신경을 쓰지 않는 바람에 그의 아들인 안정용이 살림을 도맡아야 했다고 한다. 도리어 그는 이희승 등의 생활비와 한글연구비를 지원하기도 했다. 흥업구락부 사건의 관련자로 기소되었던 그는 윤치호의 신원보증과 사면 요청으로 풀려날 수 있었다.

#### 태평양 전쟁 이후
1940년 외부 활동을 줄이고 필생의 작업인 <조선상고사감>의 저술을 위해 고향인 평택군 고덕면 두릉리 집에 은거하며 고조선 연구에 몰두하였다. 1941년 창씨개명을 강요할 때 그는 창씨개명을 거부하였다. 조선총독부는 항상 그를 요시찰인물로 감시했다.
1941년 분성김씨 김부례와 재혼하였다. 김부례의 친정에서는 결혼에 대한 반대가 심하였으나, 김부례는 안재홍과의 결혼을 고집하였다.
김부례는 안재홍이 납북된 뒤 2000년 11월 25일 향년 91세로 세상을 떠났다.
1942년 12월 조선어학회 사건으로 함경남도 흥원경찰서에 수감되었다. 곧 재판받고 함흥형무소로 이감되었다. 1943년 3월 3개월만에 불기소로 풀려났지만, 이때의 고문으로 인한 고통과 후유증은 두고두고 그의 정신과 육체를 괴롭혔다.
안재홍은 일제 강점기 시절, 총독부에 의해 체포되어 수시로 수감되었는데, 수감되었던 사건들을 나열하면 다음과 같이 정리한다.
- 1919년 11월 - 청년 외교단 사건으로 수감, 징역3년 형 구형 (제1차 옥고)
- 1928년 1월 - 조선일보 사설“보석지연의 희생”으로 투옥 (제2차 옥고)
- 1928년 5월 - 조선일보 사설 “제남사건의 벽상관 ”으로 투옥 (제3차 옥고). 옥고를 치르면서 조선일보가 무기 정간처분을 받았다. 뒤에 무기정간에서 풀리면서 안재홍은 조선일보로 복귀하고 조선일보 사장에까지 올랐다.
- 1929년 12월 - 신간회 광주학생사건 진상보고 민중대회 사건으로 투옥 (제4차 옥고)
- 1931년 5월 - 조선일보 사장 옥중 취임
- 1932년 3월 - 만주 동포 구호 의연금 관련으로 투옥 (제5차 옥고)
- 1936년 5월 - 군관학교 사건으로 투옥 (제6차 옥고). 중국 난징군관학교에 두 청년의 밀파 입학을 알선한 사건에 연루된 혐의로 체포되었는데 대한민국 임시정부와 내통한 것이 발각되어 징역 2년 형을 선고받아 1938년 풀려났다. (그 해에 첫 부인 이정순이 폐렴으로 세상을 떠났다. )
- 1938년 5월 - 흥업구락부 사건으로 투옥. (제7차 옥고) 장남 안정용의 결혼식 때 서대문경찰서에 수감중이라 참석할 수 없었다. 함경남도 흥원경찰서에 수감되어 3개월만에 불기소로 풀려났다.
- 1938년 10월 - 군관학교 사건 형확정으로 투옥. (제8차 옥고)
- 1942년 12월 - 조선어학회 사건으로 투옥. (제9차 옥고)

1919년 이후 9번에 걸쳐서 총독부에 체포되어 7년 8개월간 옥고를 치렀다.

#### 일제 강점기 후반

##### 석방과 패전 준비
1943년 7월 석방되었다. 출소 직후 즉시 경성으로 상경했다.
출소 이후 안재홍은 1944년 가을 일제의 패망에 대비하여 민족주의 조직을 결성하려고 하였으나 실행에 옮기지 못하였다. 1944년 여름무렵, 안재홍이 여운형을 찾아갔을 때 여운형이 '지하조직을 같이 결성하고 활동하자'고 권했는데, 안재홍은 '그렇게까지 비합법적 활동까지는 생각지 않으므로 지하조직은 그만둔다.'면서 정중히 사양했다. 그 해 12월 일제 핵심 지도부와 시국 수습을 논의하는 자리에서 여운형과 함께‘민족자주’,‘호양협력’,‘마찰방지’의 3원칙을 제시하였으나, 일제는 이러한 주장을 거부하고 이때부터 안재홍은 일제의 암살위협을 받아 서울시내에서 도피 은신하였다. 은신 생활 하는동안 안재홍은 역사서 집필에 몰두했었다.
그 후 그는 일본의 패망 조짐을 감지하고 국내의 민족주의 및 사회주의 계열의 인사들과 활발하게 접촉하였다. 이러한 교류를 통해 그는 해방 후 또는 직전에 갑자기 발생할지도 모르는 조선총독부 측과 조선인간의 대량유혈사태를 피하고 자주적 민주주의 국가를 건설하려는 사전구상에 골몰하였다.
이후 1944년 10월 미군의 동경대공습 이후 그해 12월 상순부터 패전에 대비한 시국수습책을 마련키 위해 한국의 지도급 인사들과 접촉을 갖기 시작한 조선총독부 측의 주목을 받게 되었다.

##### 밀사 파견 준비와 좌절
1944년 11월 안재홍은 중경으로 가서 중국과 화의 교섭을 해달라는 조선총독부의 부탁을 받는다. 11월 안재홍은 바로 윤치영을 방문하였다. 안재홍의 말은 "엔도(遠藤) 정무 총감이 나와 여운형을 만나보라고 하였다는 것이었다." 이에 윤치영은 "패전이 짙어가는 마당에 무슨 수작인가" 하며 그의 이야기를 들어 보았다. 그에 의하면 '1944년 7월 18일 전쟁을 일으킨 도조 히데키(東條英機) 내각이 총사퇴하고 고이소 구니아키(小磯國昭) 내각이 구성된 지도 여러 달이 되었다. 일본에 대한 협력을 가장하고 중국 동부에 괴뢰정권을 세웠던 왕조명(王兆銘, 개명 王精衛)은 같은 해 11월에 병사라는 구실하에 제가되었다. 민세의 말은 엔도가 몽양과 윤치영과 자기 세 사람에게 남경으로 가서 왕정위(王精衛)를 만난 뒤 장개석을 찾아가 일본이 중국과 휴전하는 화평 교섭을 펼 수 있도록 일본 정부의 밀서를 전달해 달라고 부탁했다는 것이다.' 윤치영은 "이 사람이 기가 찬 소리를 한다"고 하며 반대했다.
* 윤치영 : 이 사람아 더운 박 먹고 식은 소리 작작하게. 만일에라도 말이네만 형님과 우리가 중경으로 간다고 하세. 혹시 정략적으로 우리를 장 총통과 만나게 해 줄는지는 모르나, 거기에는 우리 임시정부가 서 있고 광복군이 있네. 일본의 의도야 어찌 되었건 우리는 (중경에) 갔다가는 당장 총살감이야. 그리고 나는 아직도 감방 생활의 후유증으로 다리가 성하지 않아 잘 걷지도 못하는 형편일세. 가려거든 몽양과 둘이서나 가보게

- 안재홍 : 괜히 경거망동 하지 말고 몸조심이나 하게. 곧 해방이 될 터이니

윤치영은 미국의 소리 단파 방송과 이승만의 일본 내막기 등을 애청하였지만 충칭행은 무모한 행위라는 것이었다. 윤치영은 후일 "안재홍 형은 가끔 싱거운 소리를 잘 하는 친구이지만 그때는 무슨 압력을 받았기에 그런 소리를 했는지 나는 가끔 그때 생각을 해본다"고 회고하였다.

#### 광복 직전
조선총독부는 여러번 사람을 보내 그에게 협력을 요청했다. 이를테면 총독부가 안재홍을 포섭하려는 주요 동기는 치안을 유지하여 폭동을 방지하고, 여운형을 통해 연안정부와 연락하고, 소련을 통해 미영 열강과 평화공작을 추진하려는 것이었다.
안재홍도 치안유지에 관련해서는 일부 동의하였으나, 이러한 의도를 지니고 수차례 접근하는 총독부측의 협력 요구를 안재홍은 그때마다 한호히 거절하였다. 당시 그는 총독부 경무국장 니시히로 타다오(西光忠雄)에게 단도직입적으로 임진왜란·을미사변 및 관동대지진 때 일본인이 한국인을 무자비하게 살육한 사례를 열거하면서 "당신들은 조선에서 퇴각할 날이 있는 것으로 치고, 퇴각하는 때에 한일 양민족 사이에 큰 마찰을 일으켜 피차간에 대형 유혈사태를 일으키지 아니하도록, 미리부터 말단 방면, 군민 각계에 철저한 훈련을 시켜두는 것이 필요하다"고 주장하였다.
이어 그는 그 대책으로서 민족자주, 호양협력, 마찰방지 등의 3원칙을 제시하고, 언론과 행동의 자유를 허용해줄 것을 요구하였다. 총독부 측은 이러한 요구에 대해 일단 긍정적으로 수용하겠다는 태도를 보였다.
1945년 1월에 이르러 조선총독부측은 입장을 표변하여 "유혈방지는 취지 가하나, 민족자주를 부르짖는다니 치안유지법을 적용하여 여, 안 양인을 구금할 수 있다"고 위협하였다. 동시에 총독부는 '히로시마조'(廣島組)라는 폭력단을 조직하여 만일의 경우에 여운형·안재홍 양인을 암살하겠다고 공언하였다. 실제로 지방법원 검사 모리우라(森浦)는 공개적으로 암살을 권장하는 연설을 하면서 제1자객과 제2자객을 지정하여 안재홍을 제거하자고 말했다고 협박하였다.
이때 안재홍의 측근인사들은 총독부측과 '호양협력'하면 훗날 친일협력파 라는 시비를 불러일으킬지도 모른다는 우려에서 이의를 제기하였다. 그러나 안재홍은 "지금 민족자주를 들고 나와 대일절충을 한다는 판인데, 그까짓 호양협력 쯤은 겁낼 것 없다"고 하면서 일본과 종전에 대비한 협상을 재개하겠다는 이른바 호양협력의 자세를 일관되게 견지하였다.
1945년 8월 14일 니시히로 다다오 조선총독부 경무국장의 초대로 총독부를 방문, 일본의 패전소식과 함께 패전 직후 조선반도의 치안을 도와달라는 요청을 받았다.

### 해방 후

#### 건준위 활동

건국준비위원회의 위원장 여운형

1944년 여운형이 일제의 탄압을 피해 경기도 양주군의 봉안 이상촌으로 내려가 비밀지하조직인 건국동맹을 결성하였는데, 이는 건국준비위원회의 모체가 되었다. 여운형은 일본 제국이 패망하여 항복하자, 바로 8월 15일 저녁에 안재홍 등과 함께 건국동맹 위원들을 중심으로 건국준비위원회를 결성하였다.
안재홍은 1945년 8월 15일 밤 발족된 건국준비위원회의 부위원장을 맡았고, 1945년 8월 16일 경성중앙방송국에 나가 방송 연설을 하였다. 안재홍은 건준의 결정 소식을 알리면서 질서 유지를 위한 경비대와 정규병의 편성, 식량 확보와 배급, 통화와 물가 안정, 미결의 정치범 석방 등의 문제를 언급하였다.

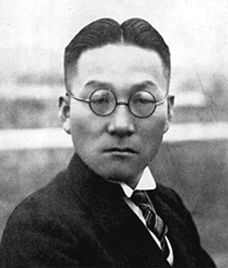
송진우

한편 안재홍은 원서동 송진우의 자택을 찾아가 건준에 협조해줄 것을 요청했지만 송진우는 대한민국 임시정부 봉대론을 내세워 계속 거절했고, 그 역시 단념했다. 김준연도 거절했고, 다만 김병로와 원세훈은 그의 협력 요청을 거절하지 못하고 애매한 태도를 취했다. 와세다 대학의 후배이자 동생 안재학의 친구인 윤치영과도 접촉하였으나 냉담한 반응이 되돌아왔다. 그러나 안재홍은 굴하지 않고 한민당계와의 접촉을 계속 추진한다.
그러나, 그는 개인적으로 박헌영과 사회주의 사상을 극도로 혐오하였다. 건준에서 박헌영파의 영향력 강화되면서 안재홍은 불편해졌고, 급기야 1945년 9월초 안재홍은 건준과 결별하였다. 박헌영에 대해 반감이 건준을 떠난 주요인이지만, 충칭 임시정부에 대한 시각 차이도 중요한 이유였다. 방법의 차이는 있을망정 안재홍도 송진우처럼 '임정 봉대론'을 내세웠던 것이다. 안재홍은 '임정 절대 지지'를 표명한 뒤 자신의 지지자들과 함께 9월 4일 건준을 탈퇴하였다.
그러나 안재홍과 한민당은 민족통일전선과 좌우합작운동을 두고 첨예하게 대립하였다. 9월 중순, 권태석(權泰錫)이 서울에서 안재홍, 이갑성, 정인보, 이규갑 등이 모인 곳을 방문, 정당 통일 운동을 하자고 주장했다. 그러나 권태석을 의심한 이갑성은 즉석에서 거절했고, 안재홍 등도 확답을 회피하였다.
그밖에도 그는 해방직후 순흥안씨 종친회 회장으로 추대되었다. 그는 사적인 시간은 가족 또는 종친회 활동에 참여하였다.

#### 군정기 정치활동
광복 직후 그는 좌우의 계급 투쟁, 이념 투쟁 대신 통일 민족국가의 수립을 주장하였다. 그는 자본주의의 모순점과 공산당 일당 독재를 모두 거부하고 만인이 공생할 수 있는 새로운 민주주의 체제의 도입이 필요하다고 역설했다.
45년 8월부터 여운형의 건국준비위원회에 참가하였으나 건준이 박헌영의 개입과 영향이 좌경화되어가면서 안재홍은 건국준비위원회를 탈퇴, 9월 1일 조선국민당을 창당하였다. 박헌영이 '건국준비위원회 내에 민족주의자들이 많다'며 우경화를 우려하며 개조를 요구하였다. 여운형은 단독으로 결심할 일이 못된다며 부위원장이었던 안재홍을 찾아가 협의하였는데, 안재홍은 여운형에게 '박헌영을 멀리하라'며 그에게 충고를 하였다고 한다. 그러나 건준에서의 박헌영파의 영향력 강화는 안재홍을 매우 불편하게 만들었고 안재홍은 9월 초 건준과의 결별을 선언했다.
1945년 9월 24일 사회민주당·자유당·민중공화당·근우동맹·협찬동지회 등의 군소 정당과 통합하여 국민당을 창당하였으며, 국민당은 다시 1946년 4월 18일 한국독립당에 흡수되어 한독당에 입당하였다. 한편 그는 김성수의 권고로 한민당에 입당하는 것도 고려하였지만, 한민당의 일각에서는 안재홍을 좌파, 조선식 공산주의자라고 음해하였고 안재홍의 한민당 영입은 무산되었다.
1945년 10월 23일에 열린 독립촉성중앙협의회 결성대회에 참석하여, 이승만을 회장으로 추대하였다.(독립촉성중앙협의회 참조)
11월 23일 조선일보가 복간되자 그는 "(조선일보가) 일본 제국주의의 탄압으로 절식(絶息·숨이 끊어짐) 되었었고, 이제 조선민족에게 약속된 해방과 함께 또다시 그 보도와 비판 및 선양의 기관으로서 신(新)출발하게 되는 것은 매우 필요한 일"이라며 축전을 보내주었다.
1945년 12월 23일 오후 2시 김구가 주관하는 순국선열추념대회에 참여하였다. 순국선열추념대회 위원으로 선출되었다. 김구가 모스크바 3상회담에 반발, 강력한 반탁운동을 추진하자 12월 30일 결성된 신탁통치반대 국민총동원위원회 위원이 되었다. 곧 탁치반대국민총동원위원회 위원장으로 피선되었다. 1946년 우익 언론인 한성일보사의 사장에 취임, 한성일보사를 맡아 운영하기도 했다.

#### 신탁통치 반대에서 선회
처음에는 안재홍도 신탁통치를 반대하였다. 그러나 그는 모스크바 3상 회의의 결정사항을 자세히 살피고 당시의 국제정세를 고려한 다음, 1946년 4월8일에 한민족은 당시 유일한 한반도 통일방안으로써 관련강대국간의 합의에 의해 마련된 모스크바3상회의의 결정사항을 받아들여야 한다고 주장하기에 이르렀다.
우선 신탁통치문제는 민공협동으로 좌우합작을 성사시킨 후 미소공동위원회(미소공위)에 제시할 제안을 작성하는 과정에서 한민족의 단결된 의사를 반영해야 한다고 하였다. 그러나 그의 이러한 생각은 탁치는 매국이라는 인식 또는 탁치를 미국이나 소련의 식민지라고 보는 인식에 매장당하고 만다.
안재홍은 김구, 이승만 등 반공주의 우익인사들과 달리 모스크바 3상회의의 결정사항을 수용하는 것이 곧 신탁통치를 허용하는 것은 아니라고 보았던 것이다.
1월 12일 제2차 반탁시위를 전후하여 반탁의 물결이 다시 전국으로 확산되었다. 국민경제의 파산을 우려한 안재홍은 이미 1월 8일 서울 중앙방송을 통해 "탁치를 반대하는 것이지 연합국에 적대하는 것이 아니며, 전민족의 의사표시가 대중생활에 지장이 없어야 하므로 파업을 풀고 직장에 복귀하라"는 파업철회 촉구연설을 하였다. 이어 1월 15일의 방송연설에서 그는 "국제적 국내적 상황 변화에 직면하여 우리는 극좌, 극우사상을 배격하고 한국독립을 위해 일하고 있다" 라며 신탁통치를 둘러싸고 있는 좌우의 극한대립을 경계하는 태도를 보였다.
1월 29일 "탁치안이 아직 실시가 아니된 대신 철폐도 아니되었으니, 장래를 위하여 무용한 반탁시위는 필요할 때까지 금지하는 것이 좋겠다"고 말하였다. 이로써 그는 반탁 논리를 실현하기 위해서는 극한 투쟁도 불사하겠다는 일부 강경파 인사들과 입장을 달리하였다.

#### 우익정당 단결 노력
안재홍은 한민당과 함께 이승만의 비상국민회의와 김구의 비상정치회의를 연합시킴으로써 건국의 도정을 앞당기려는 방안을 강구하였다. 당시 안재홍이 제시한 해결방안은 독립촉성중앙회를 중심으로 각 당파관계를 고려하여 인선한 다음에 비상국민회의를 열고, 거기에서 이승만, 김구 등의 영수에게 지명권을 일임하여 최고정무회의를 구성하고 통일정부를 실현시키자는 것이었다.
이러한 안재홍의 의견은 수용되어 그는 비성국민회의 최고정무위원 28인 중 1인에 선출되어 주비회장을 맡게 되었다.

#### 좌우합작운동 참여와 과도입법위 활동

##### 우익 정치인 활동

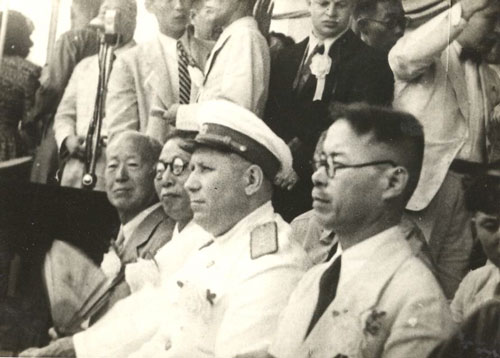
1946년 제1차 미소공위. 왼쪽부터 이승만, 김구, 스티코프,안재홍.

1946년 2월 13일 비상국민회의(독립촉성중앙협의회와 비상정치회의 주비회 통합체)에서 최고정무위원직(총 28명)에 선출되었다. 이어 1946년 2월 14일 비상국민회의 정무위원장으로 선출되었다. 2월 14일 민주의원이 결성되자 비상국민회의 최고정무위원 28인과 함께 민주의원 의원에 선출되었다
그러나 우익 중심 단체의 활동을 하면서도 극우 세력과는 일정부분 거리를 두었다. 그해 2월 여운형과 김규식, 원세훈 등이 좌우합작운동을 추진하자 그 역시 여기에 가담한다.
그는 좌우합작운동을 하는 이유로 "만일 우리 한국에서 적정 타당한 합작으로 하루빨리 통일정부를 만들어내지 않으면 우리의 조국에는 중대한 위기가 찾아올 것"이라 경고하고, 극좌와 극우 편향으로 세력이 치달으면 "멀지 않은 장래에 그야말로 내란적인 항쟁의 피를 흘리게 할 가능성이 있다."고 피력하였다.

##### 한독당과의 통합
1946년 3월 국민당과 한국독립당의 통합에 호응 안재홍 자신이 먼저 한국독립당에 입당하여 한독당 훈련부장에 선출되었다. 그런데 국민당이 한독당으로 흡수될 때, 중앙집행위원을 선출하는 데 있어 약간의 문제가 생겼다. 중앙집행위원은 3당에서 동수로 공천하게 되어 있었는데, 당시 국민당은 남한 뿐만 아니라 북한에도 7~8개 군에 지구당과 및 준비처가 있었고, 당원 수도 20만 명을 넘고 있었다. 이에 비하면 신한민족당은 지극히 당세가 약하였고, 한독당 역시 당원수가 많은 편은 아니었다. 게다가 한독당의 간부들이 고답적인 자세로 일관하였기 때문에 국민당 내에서 한독당과의 통합에 반대하는 여론이 비등하였다. 그러나 안재홍은 통합 강행을 선언한다.
"합당은 처음부터 계획했던 바이고, 또 이미 천하에 선포 공약한 바이니, 그 새 또 뒤집는 것은 불가하다"는 입장을 견지하며 무려 1개월여의 설득작업을 통해 합당을 강행하였다.
국민당과 한독당과의 통합은 '민족대동단결'을 바라는 안재홍의 순수한 동기에서 나온 것일 뿐만 아니라 반탁운동으로 전국적인 지지를 얻고 있는 임정 세력에 힘입어 우익 진영 내에서 자신의 정치적 기반을 강화하려는 고심의 결단에서 나온 것이었다. 그러나 한독당에 들어가려는 그의 시도에 다른 이들은 대부분 냉소적이었다. 국민당과 한독당의 통합에 대해 한독당의 일부 원임간부(원래부터 있었던 간부)들과 미국의 정치가 및 신문기자들은 이를 안재홍의 정치적 실책으로 간주하고 있었다.
1946년 6월 15일 오후 5시 40분 서울역에 마중나가 서울역에 도착한 삼의사 유골을 영접하였다. 이어 태고사(太古寺)에 마련된 빈소에 참석하였다.
1946년, 여운형과 김규식, 원세훈, 여운홍 등과 같이 좌우합작운동에 참여하였다. 그해 12월 미 군정의 남조선 과도입법위원회 의원으로 당선되어 과도입법위원회에 참여하였다. 5월 조봉암이 전향을 선언하고 박헌영에 대한 공개비판서를 발표하자, 안재홍은 이를 입수해서 한성일보에 보도케 했다.

#### 민정장관 재임

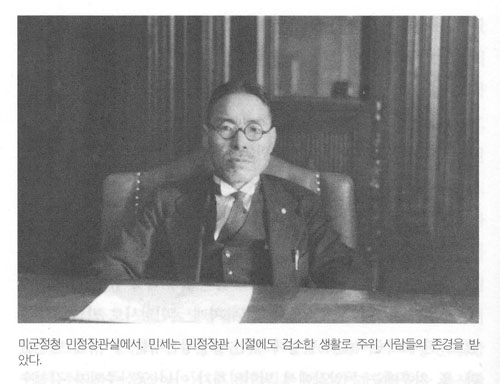
민정장관 활동 시절, 민세 안재홍.

1947년 2월 5일에는 미 군정청의 민정장관으로 임명되었다. 그가 미군정의 민정장관으로 임명되면서 각 부처의 장 및 도지사를 한국인으로 바꾸고 미국인을 고문으로 임명했다. 미군정 기구에 중도파가 파고들어오는 것을 경계한 한민당은 민정장관 안재홍을 맹렬하게 공격하였다.
한민당이 반대하며 음해공작까지 가세하자 안재홍은 괴로워하였다고 한다. 자신의 정치노선을 '순정우익'이라고 불렀던 안재홍은 훗날 '나는 최초에는 찬탁매국노요, 다음에는 애국운동 저해자요. 또 다음에는 극악무도한 탐관오리로 허다한 비방을 당하게 되었다'고 개탄하였다. 그는 한민당과 공산당 양쪽의 공격에 시달림당했고, 김구 역시 그를 냉담하게 대했다. 좌파는 그를 "계급의식을 희석화시키려는 소부르주아지", "지주의 아들"이라는 이유로 비난을 받았고, 우파는 그를 미군정의 앞잡이, 찬탁론자라는 비난하였다.
다만 안재홍을 민정장관으로 추천한 것이 한국민주당이라는 견해도 있다. 그에 의하면 미군정의 실정에 대한 책임은 지지 않고 싶었던 한민당이 정치적 야심이 많지 않은 비한민당계 인물을 찾다가 안재홍을 추천했다는 설이다.
한독당 당수인 김구(金九)는 그의 민정장관 입각을 반대하지 않았으나 미소공위 참가를 놓고 참여거부를 주장하는 구 한독당원과 미소공위 참여를 주장하는 구 국민당계열 간의 갈등으로 국민당 출신이 47년 4월부로 한독당에서 제명당하는 것을 목격한다. 한편 그는 찬탁론자로 몰리면서 자객이 그의 집 담장을 넘다가 걸려서 도주하기도 했다.

### 정치 활동

#### 미소 공위 지지와 김구와의 갈등

김구

그러나 안재홍은 국민당이 한독당에 합당된 후 김구와 정견차이를 노정하면서 대립하고 있었다. 그가 김구와 입장을 달리했던 것은 신탁통치문제와 미군정에의 참여문제 등이었다.
1947년 5월 재개된 미소공위의 참가여부를 둘러싸고 참가하자는 한독당내 국내파와 보류하자는 해외파간에 논쟁이 일어났다. 해외파인 임정측에서는 미소공위에 참가여부를 결의할 중앙집행위원회 소집안을 제출한 국민당 및 신한민주당게를 제명 처분하자는 주장을 내놓았다. 이에 따라 안재홍은 1947년 6월 19일 한국독립당에서 제명당하였다.
7월 3일 친일파 처단을 요구하다가 김규식과 함께 용공분자로 모는 삐라가 나돌고 벽보가 붙기도 했다. 이어 괴청년들이 김규식의 집을 둘러싸고 김규식과 안재홍의 사퇴를 요구하는 시위를 벌였으며, 안재홍의 사무실을 습격하여 반탁, 반과도입법위원의 내용을 담은 전단을 살포하였다. 그가 운영하는 한성일보에는 '어째서 경찰이 입법의원 의장과 민정장관을 모독하는 삐라를 붙여도 못본척 하고, 한민당을 비난하는 삐라를 살포한 애국부녀동맹 소속 두 여성은 체포되었는가'라는 항의성 기사를 발표하기도 했다.
1947년 6월초 박용희, 조헌식, 이의식, 이승복, 장지필, 엄우룡 등 구국민당 출신 세력과 함께 김구 등의 반탁 노선에 반기를 들고 미소공위의 성사를 위해 한독당을 탈당하였다.

#### 4.3 사태 진압회의 참석
5월 5일 미군정청 군정장관 겸 주한미군 부사령관 윌리엄 F. 딘, 민정장관 안재홍, 경비대 총사령관 송호성 준장, 경무부장 조병옥, 제주도 군정장관 맨스필드 대령 등이 비행기편으로 제주도에 착륙했다. 5일 오전 12시부터 4.3 사건의 해결을 놓고 제주중학교 미군정청 회의실에서 열렸다. 참석자는 미군정장관 딘 장군, 민정장관 안재홍, 경비대 총사령관 송호성 준장, 경무부장 조병옥, 제주도 군정장관 맨스필드 대령, 제주도지사 유해진, 경비대 제9연대장 김익렬 중령, 제주도 경찰감찰청장 최천(崔天), 딘 장군 전용통역관 김씨(목사출신) 등 9명이었다.
회의의 주제는 4.3의 진압에 대한 것이었고, 최고수뇌회의에서 합의점을 찾지 못하면서 김익렬과 조병옥의 난투극이 발생한다. 회의에서 첫 번째로 발언하게 된 최천 경찰감찰청장은 4.3폭동은 국제공산주의자에 의한 사전에 조직 훈련‧계획된 폭동이며 군‧경 대병(大兵)을 투입하여 합동작전으로 철저하게 토벌할 것을 주장하고, 이어 발언한 김익렬 연대장은 무력 위압과 설득, 선무귀순 공작을 병용하는 작전을 건의하였다. 그러면서 김익렬은 직접적인 도화선은 밀무역자 혹은 남로당 공산주의자와 경찰 간의 마찰이나 자세한 경위를 알기 어렵다고 발언한다. 폭동자 수가 증가된 것은 빨치산이 우익 인사들을 학살했지만 경찰이 제대로 대응하지 못하고 초동의 대책과 작전에 실패한데서 기인된 것이며, 이 작전의 방해요소는 경찰의 기강문란이므로 전 제주도경찰을 자기의 지휘 하에 달라는 요구를 한다.
김익렬이 증거로 제출한 사진첩을 들여다보던 윌리엄 F. 딘 장관은 흥분하여 사진 자료들을 조병옥 경무부장에게 던져주며 조병옥에게 화를 낸다. 그런데 화가 난 조병옥이 김익렬을 공산주의자로 몰면서 회의장은 난장판이 된다. 조병옥은 연대장의 설명과 사진첩 등 증거물이 전부 허위조작된 것이며, 맨스필드 대령과 드루스 대위에게 제출한 자료는 경찰에 대한 중상모략이라고 극구 부인했다. 그러다가 김익렬을 손가락으로 지목하며 “저기 공산주의 청년이 한 사람 앉아 있소. 나는 오늘 처음으로 국제공산주의가 무서운 조직력을 가지고 있는 것을 알았소. 헝가리 루마니아 체코슬로바키아 등지에서 그랬듯이 처음에는 민족주의를 앞세워 각지에서 폭동으로 정부를 전복하고 나중에는 본색을 드러내는 것이 국제공산주의자들의 상투수단이요”라고 지적했다.
화가 난 김익렬은 “닥쳐라!”하고 고함을 질렀다. 딘 장군은 김익렬을 제지하며 연설 방해를 하지 말라고 명령하였다. 그러나 조병옥은 계속해서 김익렬을 가리키며 “민족주의의 가면을 쓴 청년들이 먼 외국에서만 있는 줄 알았더니 현재 우리나라에도 있소. 바로 저 연대장이 그런 청년이요. 우리 경찰의 조사에 의하면 저 청년의 아버지는 국제공산주의자이며 소련에서 교육을 받고 현재 이북에서 공산당 간부로 열렬히 활약하고 있소. 저 자는 자기 부친의 교화를 받고 공산주의자가 되었으며 자기 부친의 지령에 의하여 행동하고 있는 것이요”라며 공산주의자일지도 모른다며 의혹을 제기했다.
딘 장군은 조병옥이 김익렬의 부친이 공산주의자라고 그럴싸하게 설명하자 깜짝 놀라며 의심에 찬 눈초리로 김익렬을 쳐다봤고, 맨스필드 대령도 의심하기 시작했다. 격분한 김익렬은 이성을 잃고 자리에서 벌떡 일어나 단상에 뛰어올라 연설하는 조병옥에게 달려들었다. 유도 3단이던 김익렬 중령은 흥분한 나머지 주먹으로 조병옥을 끌어내 실랑이를 벌였고, 조병옥의 복부를 친 후 멱살을 잡고 내동댕이치려고 하였다. 그러나 조병옥은 김익렬의 표현에 의하면 '의외에도 힘이 장사였다. 당시 50세가 넘었는데도 쉽게 넘어지지 않아 단상에서 격투가 벌어졌다. 내가 손에 잡히는 대로 조 박사의 넥타이를 당기니까 그는 목을 졸리게 되었다.'고 한다. 넥타이로 목이 졸린 조병옥은 숨을 못 쉬고 비명을 지른다. 최천 제주경찰청장이 말리러 올라왔으나 김익렬의 발길질에 급소를 차여서 그도 비명을 지르며 쓰러졌다. 딘 장군이 송호성 장군에게 싸움을 말리라고 고함을 질렀고, 맨스필드 대령과 안재홍이 달라붙어 김익렬과 조병옥을 떼놓으려 하였으나, 김익렬 역시 고함을 지르며 조병옥에게 욕설을 퍼부었다. “당신이 일제시대에 독립운동을 하였다기에 애국자인 줄 알았더니 자기의 죄상이 드러나니까 무고한 나를 하필이면 공산주의자로 모느냐. 취소하지 않으면 죽여버리겠다”하며 필사적으로 덤벼들었다.
송호성 장군은 일어서지도 않고 앉은 채로 “이 놈 연대장! 누구에게 폭행을 하느냐. 네 놈이 죽으려고 환장했느냐. 손을 놓고 말로 하라”하며 고함을 친다. 그러나 말릴 뜻은 없는 듯 입으로만 호령호령했다. 돌아가는 내용의 대강을 눈치챈 안재홍 민정장관은 손을 놓고 “연대장! 손을 놓으시오. 폭행을 멈추시오. 외국사람들이 우리를 야만인이라고 흉을 보니 어서 손을 놓고 말로 하시오”라며 제지했다. 유해진 지사가 단상에 달라붙어 다시 김익렬의 손을 떼어 놓으려고 하였으나 노령이라 역부족이었다.
김익렬과 조병옥의 몸싸움은 격화되었고, 5월 5일의 회의는 순식간에 회의장은 난장판이 되고 말았다. 화가 난 딘 장군은 통역관 김모 씨를 불러 안재홍 민정장관과 송호성 장군이 지금 무어라 말하고 있느냐며 불러 물었다. 그런데 통역관이 딘 장군에게 안재홍 씨와 송 장군이 연대장에게 “너는 공산주의자이며 나쁜 놈”이라고 욕을 하고 있다고 통역하였다. 이성을 상실한 김익렬은 조병옥의 넥타이를 붙잡고 통역관에게 달려가 발길질로 음낭을 걷어 찼다. 놀란 딘 장관과 안재홍, 송호성은 회의실을 빠져나갔고, 통역관은 비명을 지르며 쓰러졌다. 딘 장군은 대기 경호 중이던 미군헌병을 불러들여 장내 질서를 정리하라고 명령했다. 수 명의 MP가 달려들더니 그 중 2명의 MP가 양쪽에서 김익렬의 팔을 붙잡아 비틀고, 조병옥에게서 떼어놓고는 강제로 의자에 앉혀놓고는 두 팔을 결박하여 꼼짝 못하게 했다. 소란은 끝이 났고, 진압 회의는 결말을 보지 못한 채 종결되었다.

#### 정부수립 참여
단독정부 수립에 찬성하지 않았으나 김구, 김규식 등의 남북협상에도 회의적이었다. 그는 1947년 12월 20일 김규식의 민족자주연맹 창당에 참여하여 민족자주연맹 최고위원에 피선되었지만, 1948년 4월에 열린 남북협상에 그는 불참하였다. 5월 5일, 군정장관 윌리엄 F. 딘의 주도로, 안재홍, 경무부장 조병옥, 경비대사령관 준장 송호성 등이 제주도를 방문해 비밀회의를 가졌다.
1948년 6월 24일 조선언론인협회에서 서재필, 안재홍을 명예회장으로 추대했다.
1948년 7월 20일, 1948년 대한민국 대통령 선거에 후보자로 입후보, 출마하였으나 2표를 얻는 데 그쳤다. 이후 국민당 당수와 조선일보사 사장 겸 주필을 역임하였다.
1949년 대한민국 1대 대통령 이승만은 국기시정위원회를 조직했다. 안재홍은 국기시정위원회 위원에 위촉되었다. 남북협상이 실패하고 단독정부가 수립되자 그는 단독정부를 지지하는 입장을 보였다.
자신의 신념이자 이상론인 민공협동론의 실현가능성이 점차 희박해지자 그는 미련없이 최선책을 버리고 이승만 정권에의 참여라는 차선책을 선택. 하게 된다. 좌우합작과 남북협상은 허상이었으며 김규식 역시 미군정의 부탁에 의해 남북협상에 참여했음을 알린 후 그는 이승만을 찾아갔다. 그와 함께 조소앙, 여운홍 등도 역시 남북 협상의 실패를 인정하고 대한민국 정부 수립에 참여한다.
그러나 이승만의 두 번째 부인 프란체스카 여사는 남북협상, 좌우합작론을 주장하다가 전향하여 이승만을 찾아온 안재홍을 무시하고 냉소적으로 대했다. 프란체스카 도너가 안재홍을 멸시하고 무시하던 것은 친구였던 윤치영과 그의 비서 최기일에게도 그대로 목격되었다. 이를 목격한 윤치영의 공보비서인 최기일은 '안재홍 씨가 프란체스카에게 푸대접을 받고 가시는 것을 보고 나는 조선 사람으로서 분한 마음이 들었다.'고 증언한 바 있다. 간단한 영어를 해독할 수 있었던 그는 프란체스카로부터 모욕적인 대우를 받으면서도 참고 이화장과 경무대를 출입하였다.

#### 정치 활동과 한국 전쟁
1948년 8월 안재홍은 민간위원으로 사학자 이병도, 이선근, 미술협회장인 화가 고희동, 국어학자 최현배와 함께 참여하였으며 기타 관선인 국회의원, 법조인, 언론인, 학자 등 총 42명의 시정위원이 선출되었으며 12명의 특별심사위원을 구성하여 새 나라의 국기 채택을 의논하게 했다.
1949년 8월 20일 민족진영강화위원회 상무위원에 선출되었다. 한편 문중의 대소사에 관심이 많았던 그는 서울 마포에 선조 안향의 사당을 짓는데에도 적극 참여하여 사료 분석과 자금을 지원하였다. 안향의 사당은 1950년대 후반 서울 마포에 건립되었다.
이후 1950년 제2대 국회의원 총선거에서 경기도 평택군 민의원에 출마하여 당선되었다. 그러나 6월 25일 한국전쟁이 발발하자, 9월 26일에 인민군에 의해 북한으로 납북되었다. 정부의 안심하라는 방송을 믿다가, 조선인민군의 모습을 보고 그는 서울 외곽에 숨어서 탈출을 시도했으나 탈출하지 못하고, 가족의 안전을 위해 스스로 포로로 붙잡히는 길을 택했다. 조선인민군은 권태희와 2명의 정보요원을 시켜서 안재홍이 숨은 곳과 연고지를 추적하였고, 그는 돈암동 자택 근처에서 체포되었다.

### 피랍과 최후
6.25 전쟁 당시 그는 피랍당했지만 이승만 정권 하에서 그는 월북한 인사로 여겨져 금기의 대상이 되었다. 한편 북한에서는 납북, 월북인사들에게 협조를 요청했지만 그는 거절했고, 이렇다할 활동을 하지 않았다.
납북당한 이후 안재홍에 대한 자세한 기록은 재북평통 최고위원으로 활동했다는 것만 알려졌을뿐 그외에 구체적인 활동에 대해서는 알려지지 않았으며, 그곳에서 1965년 3월 1일 사망하였다. 그의 죽음은 일본 방송을 통해 당일에 대한민국으로 전달되었고, 안재홍의 아들 안정용과 변호사 이인(李仁) 등의 주관하에 3월 9일에 서울에서 시신 없는 영결식을 거행하였다. 그의 고향인 경기도 평택군의 생가에는 그를 기억하는 많은 사람들이 몰려들었지만, 운구도 없는 장례식은 쓸쓸하였다고 한다. 한편, 북쪽에서는 옛 동지인 벽초 홍명희가 장례위원장이 되어 애도했다고 한다.

### 사후
아들 안정용이 4대 국회의원 선거에 경기도 평택군에서 출마했지만 낙선하였다. 손자들 중에는 대기업에서 활동하다가 이민을 떠나기도 했다. 교원 자격증(중등)이 있던 며느리 김순경은 교직에 복귀하려 하였으나 번번히 거절당했다. 1957년 11월에는 북조선 간첩 박정호(朴正鎬)외 14명이 체포되었는데, 당시 검찰은 이들이 안재홍의 밀서를 받고 진보당, 민혁당 등에 침투하려 했다고 주장했다. 한동안 안재홍은 대한민국에서는 언급이 금기시되었다.
1965년 3월 안재홍의 사망 소식이 전달되자 부인 김부례 등은 그의 시신을 인도해줄 것을 북조선 정부에 요구했다. 북조선 정권은 그해 12월 처음에는 안재홍의 시신을 세계적십자사국제위원회를 통해 돌려보내겠다고 약속했지만, 끝내 약속을 지키지 않았다.
1970년대부터 재평가 논의가 나오고 학술대회가 개최되었다. 그러나 아들 안정용이 진보당 사건에 연루되어 1989년 해금조처되기 전까지 공개적인 장소에서 암암리에 언급이 금기시되었다. 1989년 3월 1일 건국공로훈장 대통령장이 추서되었다.
2008년 8월 학술지 ‘한국사 시민강좌’ 하반기호(43호)에서 대한민국 건국 60주년 특집 ‘대한민국을 세운 사람들’ 을 선발, 건국의 기초를 다진 32명을 선정할 때 문화, 종교, 언론 부문의 한사람으로 선정되었다.

## 가족 관계
안재홍의 아들인 안정용은 안재홍이 납북당한 뒤, 아버지의 동지였던 김성숙을 따라 혁신운동에 뛰어들지만, '납북자 가족'이라는 이유로 경찰의 감시 대상이 되어 그 생활의 곤궁함은 말로 표현할 수 없을 정도였다고 한다. 1961년 5·16 군사 정변이 일어날 무렵, 1년 동안 옥고를 치렀으며 이후 출판업에 종사하기도 했다. 안정용은 1970년 뇌졸중으로 갑작스레 세상을 떠났다.
- 조부 : 안상규(安相揆)
- 부 : 안윤섭(安允燮)
- 외조부 : 남양 홍씨
- 모 : 남양홍씨
  - 형 : 안재봉(安在鳳)
    - 조카: 안우용

  - 남동생: 안재학(安在鶴)
  - 여동생: 안이영(安二英, 1894년 ~ ?)
  - 여동생: 안재숙(安在淑, 1907년 ~ ?)
  - 여동생: 안재영(安在英)
  - 남동생: 안재직(安在稷, 1909년 ~ ?)
- 처 : 이정순(1889년 ~ 1938년, 본관은 경주)
  - 아들 : 안정용(安晸鏞, 1915년 ~ 1970년, 정치인)
  - 자부 : ?
    - 손자 : 안영찬(1938년 ~ )
    - 손녀 : 안혜초(安惠初, 1941년 ~ )
    - 손녀사위 : 김정기[47](金政起,)
    - 손자 : 안영돈, 대한약품 전무
    - 손자 : 안영진

  - 자부 : 김순경(1932년 ~ ) - 안정용의 후처, 1953년 결혼
  - 딸 : 안서용(安瑞鏞, 1925년 ~ )
  - 아들 : 안민학(安旻鶴, 1920년 ~ 1951년)[48]
  - 녀 : 이름 미상
- 처 : 김부례(金富禮, 1909.2.29~2000.11.25, 본관은 분성)
  - 딸: 안순희

## 사상과 신념

### 민공협동론
해방 직전에 안재홍은 우파의 민족주의자들이 제1선에 나서고 좌파의 공산주의자들이 제2선에서 협력하자고 하는 우파 우위의 민공협동론을 주장하고 있었다. 이때 그는 계급혁명은 물론 공산주의자가 주도하는 어떠한 형태의 좌우 제휴에도 일관된 반대의사를 나타냈다.
안재홍은 일찍이 "사회주의계열 인사들과 함께 감옥생활을 하는 동안 그들을 이해하고 그들과 친해질 수 있었다"고 술회한 적이 있었다. 이러한 태도는 그가 국내에서의 좌우합작운동인 신간회운동에 적극 참여했던 것처럼 그로 하여금 '자주적 민주주의국가의 건설을 위해 민족주의자와 사회주의자 내지 공산주의자가 합세해야 한다는 민공협동의 정치관을 지니도록 하는데 결정적 영향을 미쳤다.
1944년 가을부터 일본이 패망한 후 주한일본군과 한국인과의 유혈 충돌 및 한국내 민족진영과 공산진영 간의 상쟁이 벌어질 것을 예견하였다. 따라서 그는 "진보적인 민족주의노선에서 협동하자고 하는 것이고, 공산주의를 추후하는 협동은 의의를 이루지 못하는 것"이라는 인식하에 우파 우위의 민공협동론을 추진하였다.
해방 직후 안재홍은 공산주의계 인사들을 방문하여 그들에게 중경 임정의 민족주의자들을 제1선에 나서도록 하고 공산주의 계열은 제2선에서 협력하는 것이 좋겠다고 설득하였다. 그러나 공산주의 측은 자신들이 우월한 위치에 서려고 하였기 때문에 안재홍의 제안을 수락하지 않았다.

### 등산 기행 취미
산을 좋아했던 그는 조선의 각 산을 답사하고 그 소감을 기행문으로 남겼다. 고향인 평택 월명산, 부락산을 시작으로 안성 고성산, 평양 구월산, 전북 속리산, 지리산, 무등산, 마니산 등을 등산하고 그 소감을 남겼다. 그는 일본 유학중에도 여름방학과 겨울방학을 이용해 중국을 답사하고 돌아오기도 했다. 1934년에는 속리산을 방문한 뒤 35일간 논산, 정읍, 고창, 순창, 남원, 구례, 여수, 진도, 목포, 나주를 답사하기도 했다.

## 평가와 비판

### 평가
안재홍은 전형적인 학자같은 성격으로 '책벌레'라는 소리를 들었을 정도로 독서에 열중하였으며 자기 연구에 몰두하였다고 한다. 한편, 그는 가정적으로는 가부장적 성향을 가졌다고 한다. 송건호는 '민세(안재홍의 호)는 거짓이 없고 순정한 인간으로 온갖 고초를 겪은 민족지도자로 존경 받기는 했으나 한국적 정치 풍토에서 정치인이면 으레 몸에 지니고 있어야할 권모와 술수, 당략을 구사할 수 있는 인물이 아니고 일제 수난기와 해방후의 거센 파도속에서 시대적 희생자로서 인생을 마친 비운의 주인공이었다.'라고 평가 하였다.
강원용은 '안재홍은 열린사람이며 우익 인물 가운데서 진보적인 인물'이라고 보았다. 또한 '안재홍은 조만식, 홍명희, 여운형, 송진우와 함께 일제가 지목한 최후까지 남아있는 비협력 지도자 인물'이라고 평했다.

### 비판
시인 이기형은 '민세(안재홍의 호)는 모든일에 군자연하고 타협적이며 순응적이었다.'라고 평가하였다. 매우 가부장적이어서 집안일에 까딱도 안 했다는 비판도 있다.
한편 1946년 비상국민회의 최고정무위원의 선출방식이나 회의 진행방식이 전형적인 상명하달식이었기 때문에 우익 중심의 최고정무회의를 입안한 안재홍은 좌익 진영으로부터 '파시즘적 경향이 있는 인물'이라는 비판을 받기도 했었다.
또한 국민당과 한독당의 통합을 무리하게 강행한 것은 정치적 실책으로 간주되기도 한다.

## 기타
취미는 등산과 산책이었다. 특히 등산을 좋아해서 경성부 일대에서 안 다녀본 산이 없다고 하며, 마니산, 백두산도 등정했다. 특히 백두산의 경우 후에 등정기를 남기기도 했다.
그는 남북협상, 좌우합작론을 주장하다가 전향하여 이승만을 찾아갔다.
이승만의 측근 윤치영의 공보비서 최기일은 프란체스카 도너가 안재홍을 상당히 무시했다고 한다. 최기일에 의하면 프란체스카 도너가 남북협상, 좌우합작론을 주장하다가 전향하여 찾아온 안재홍을 무시하고 냉소적으로 대했다. 이를 본 최기일은 '안재홍 씨가 프란체스카 여사에게 푸대접을 받고 가시는 것을 보고 나는 조선 사람으로서 분한 마음이 들었다.'고 증언하였다.

## 친일 의혹설과 반론

### 친일 의혹설
동아일보, 조선일보등 비롯한 뉴데일리등 일부 보수 언론에서 안재홍을 여운형과 더불어 '골수 친일파'라고 주장하고 있다. 그가 조선언론보국회 명예회원 명단 및 총독부 기관지 매일신보에 학도병 유세에 들었다는 근거로 주장하고 있다. 이어서 2010년 1월, 정진석 한국외대 명예교수가 월간잡지 <<신동아>> 1월호에 '여운형과 안재홍은 친일파'라는 내용의 기사를 개제했다.
조선공산당에서 1945년 9월 3,4일에 작성된 '안재홍의 정체를 공개함'이라는 표제를 달고 그를 친일파라고 전단을 뿌리는 등 공격했다.

### 반론
그러나 안재홍은 여운형과 더불어서 일제치하 시절, 국내에 살면서 마지막 끝까지 일제에 타협을 거부한 독립운동가였고, 오히려 그의 민족주의적 행보 때문에 일제로부터 수차례 투옥되어 여운형같이 일제로부터 '불령선인 감시대상 1호'로 지목되었다.
또한, 안재홍은 1942년 조선어학회 사건에 연루되어 2년간 복역을 하고 나와서 휴양한 뒤 여운형과 합류해 건국준비위원회 등 조직하는데 활동하였다. 이를 미루어보면 조선공산당이 그를 '친일파'라 공격하는 주장은 어불성설이다.
즉, 안재홍의 친일의혹설은 여운형의 경우와 마찬가지로 일제로부터 본인의 뜻과 상관없이 무단으로 명의도용된 것에 불과하다는 반론도 있다. 1949년 반민특위 문서에는 ('신문기자 회견 등에서 시비를 드러내지 않고, 큰 지장이 없을 정도의 기술적 담화 발의를 한 것이 신문의 지면에는 자기 의사와 다르게 발의되었으나 정정 할 수 없어서 그대로 방임한 자. 예를 들어 여운형과 안재홍 등')라고 기록하고 있다.

## 저서 및 논문

### 저서
- 《조선상고사감》
- 《조선통사》
- 《한민족의 기본 진로》(조양사 출판부, 1949)
- 《신민족주의와 신민주주의》
- 《민세안재홍선집》 (지식산업사, 1983)

### 기행문, 수필
- 《고원의 밤》 (종합출판 범우, 2007)

### 논문
- 《단군 연구》
- 《정약용 연구》

## 대중문화 안재홍
- 변희봉 - 1981년 (제1공화국) MBC 드라마
- 곽경환 - 1985년 (새벽) KBS1 드라마
- 맹호림 - 1990년 (여명의 그날) KBS1 드라마
- 이대로 - 1991년 (여명의 눈동자) MBC 드라마

## 같이 보기
| - 신간회 - 흥업구락부 - 청구구락부 - 흥사단 - 조선일보 - 신채호 - 정인보 - 조만식 - 홍명희 - 송진우 - 한용운 - 윤치호 - 방응모 - 여운형 - 존 하지 | - 건국준비위원회 - 조선국민당 - 한국독립당 - 조소앙 - 장덕수 - 김성수 - 여운홍 - 김구 - 이승만 - 조만식 - 김규식 - 존 하지 - 군정기 - 좌우합작운동 - 윌리엄 F. 딘 | - 미군정 - 더글러스 맥아더 - 제주 4·3 사태 - 전조선 제정당 사회단체 연석회의 - 민족자주연맹 - 제1공화국 - 한국 전쟁 - 윤치영 - 장건상 - 장택상 - 조병옥 - 조봉암 - 독립유공자로 대통령장을 수여받은 사람 - 평택 안재홍 생가 - 오희동 |

## 역대 선거 결과
|  | 1.0% |

|  | 96.98% |

## 참고 자료

### 관련 서적
- 안재홍, 《고원의 밤》 (범우사, 2007)
- 안재홍선집간행위원회 편, 《민세안재홍선집 1~8》 (지식산업사, 2004)
- 민세안재홍기념사업회, 《안재홍과 평택의 항일운동 심층연구》 (도서출판 선인, 2014)
- 강준만, 《한국현대사산책》〈1940년대편 1권〉(인물과사상사, 2004)
- 강준만, 《한국현대사산책》〈1940년대편 2권〉(인물과사상사, 2004) 30~31, 41, 104쪽.
- 오민석, 《곧은 붓으로 겨레를 이끌다 : 민족 지도자 안재홍》(우리교육, 2009)
- 김영국 외, 《한국정치사상》 (박영사, 1991)
- 민세안재홍기념사업회 편, 《안재홍과 신간회의 민족운동》 (도서출판 선인, 2012)
- 김인식, 《중도의 길을 걸은 신민족주의자 : 안재홍의 생각과 삶》 (역사공간, 2006)
- 김인식, 《안재홍의 신국가건설운동 1944~1948》 (도서출판, 선인, 2005)
- 한국학중앙연구원 외, 《민세 안재홍 심층연구》(한국학중앙연구원, 정윤재, 이진한, 김인식, 윤대식 공편, 황금알, 2005)
- 김재명, 《한국현대사의 비극 : (중간파의 이상과 좌절)》 (선인, 2003)
- 정진석, 《(6·25 전쟁) 납북 - 끌려가고 살해된 언론인 284명, 목사·신부·종교인 371명의 비극》(기파랑 , 2006)
- 김정기, 《국회 프락치 사건의 재발견 1,2》(한울아카데미, 2008)
- 윤민재, 《중도파의 민족주의운동과 분단국가》(서울대학교출판부, 2004)
- 안재홍, 《한민족의 기본 진로》(조양사 출판부, 1949)
- 안재홍, 《신민족주의와 신민주주의》(민우사, 1945)
- 한국사학회, 한국현대인물론 1,2(을유문화사, 1987)
- 역사문제연구소, 《한국현대사의 라이벌》 (역사문제연구소 편, 역사비평사, 2006)
- 브루스커밍스, 《한국전쟁의 기원》 (김자동 번역, 일월서각, 1986)
- 박명림, 《한국 1950 전쟁과 평화》 (도서출판 나남, 2002)
- 박명림, 《한국전쟁의 발발과 기원》 1, 2 (도서출판 나남, 1996)
- 신용하 외 편, 《한국현대사회사상》 (지식산업사, 1984)